# Brian Gerard James
Brian Gerard James (20 mai 1969) este un wrestler american care lucreaza in WWE ca agent. Înainte de asta, a lucrat ca luptător în World Wrestling Federation (WWF), ca Road Dogg sau Jesse James , și ca Brian James in Total Nonstop Action Wrestling (TNA). James a făcut un cuplu, împreună cu luptătorul Monty Sopp (Billy Gunn/Kip James) de ani de zile, fiind cunoscuti sub numele de New Age Outlaws sau The James Gang. De asemenea, a făcut parte din stable-ul D-Generation X , împreună cu Triple H, X-Pac și Chyna , și 3 Live Kru lângă Ron Killings și Konnan.
James a câștigat de cinci ori Campionatul Mondial din Perechi de WWF și o dată Campionatul în Perechi din WWE lângă Gunn și de două ori Campionatul Mondial din Perechi din NWA împreună cu membrii de la 3LK. Individual, a câștigat Campionatul Intercontinental de WWF și Campionatul Hardcore WWF o dată.
James este un luptător de a doua generație; tatăl lui Bob Armstrong a fost un luptător la ca și frații lui Scott, Brad, și Steve.

## Titluri în Wrestling
- All-Star Championship Wrestling
  - ACW Tag Team Championship (1 dată) – with Dysfunction[1]
- Catch Wrestling Association
  - CWA World Tag Team Championship (1 dată) – cu Cannonball Grizzly[2]
- Coastal Carolina Wrestling Alliance/Carolina Wrestling Federation
  - CCWA/CWF World Heavyweight Championship (1 dată)[3][4]
- Freedom Pro Wrestling
  - FPW Tag Team Championship (1 dată) - cu Billy Gunn[5]
- Maryland Championship Wrestling
  - MCW Tag Team Championship (1 dată) – cu Kip James[6]
- Millennium Wrestling Federation
  - MWF Tag Team Championship (1 dată) – with Beau Douglas[7]
- NWA Wrestle Birmingham
  - NWA Alabama Heavyweight Championship (2 ori)[8]
- Pro Wrestling Illustrated
  - Tag Team of the Year (1998)[9] with Billy Gunn
  - PWI ranked him #46 of the best 500 singles wrestlers in the PWI 500 in 1999[4][9]
  - PWI ranked him #43 of the best 100 tag teams of the "PWI Years" in 2003[10] cu Billy Gunn
  - PWI ranked him #183 of the 500 best singles wrestlers during the "PWI Years" in 2003.
- Total Nonstop Action Wrestling
  - NWA World Tag Team Championship (2 ori)1 – cu Ron Killings și Konnan[11]
  - Feast or Fired (2007 – World Tag Team Championship contract)[12]
- TWA Powerhouse
  - TWA Tag Team Championship (1 dată) – cu Billy Gunn[13]
- United States Wrestling Association
  - USWA Heavyweight Championship (1 dată)[14]
  - USWA Television Championship (2 ori)[15]
  - USWA World Tag Team Championship (2 ori) – cu Tracy Smothers[16]
- World Wrestling All-Stars
  - WWA World Heavyweight Championship (1 dată)[17][18][19]
- World Wrestling Federation/WWE
  - WWF Hardcore Championship (1 dată)[20]
  - WWF Intercontinental Championship (1 dată)[21]
  - WWF Tag Team Championship (5 ori) – cu Billy Gunn[22][23][24][25][26]
  - WWE Tag Team Championship (1 dată) – cu Billy Gunn[27]
- Wrestling Observer Newsletter
  - Worst Gimmick (1996) ca The Real Double J